# Berettyóújfalu
Berettyóújfalu ist eine ungarische Stadt im Kreis Berettyóújfalu im Komitat Hajdú-Bihar. Zur Stadt gehört der südlich des Flusses Berettyó gelegene Ortsteil Berettyószentmárton, der 1970 eingemeindet wurde. Berettyóújfalu erhielt Ende 1978 den Status einer Stadt. Der Ort ist benannt nach dem 167,3 Kilometer langen Fluss Berettyó.

## Geografie
Als natürliche Grenze zur Nachbargemeinde Tépe dient der Derecskei-Kálló der sich auf dem Gemeindegebiet mit dem Konyári-Kálló zum Kék-Kálló vereinigt, durch das Gemeindegebiet fließt der Keleti-főcsatorna. Berettyóújfalu grenzt an folgende Gemeinden:
| Sáp Földes           | Derecske                                    | Tépe                   |
| Bakonszeg Bihartorda | Kompassrose, die auf Nachbargemeinden zeigt | Szentpéterszeg Váncsod |
| Zsáka Furta          | Mezősas                                     | Told Mezőpeterd        |

## Geschichte
Erste menschliche Besiedlungen werden der steinzeitlichen Körös-Kultur zugeordnet.
Das Gebiet ist seit der Antike bewohnt, im städtischen Siedlungsraum wurden zahlreiche Artefakte  aus der Spätbronzezeit gefunden.

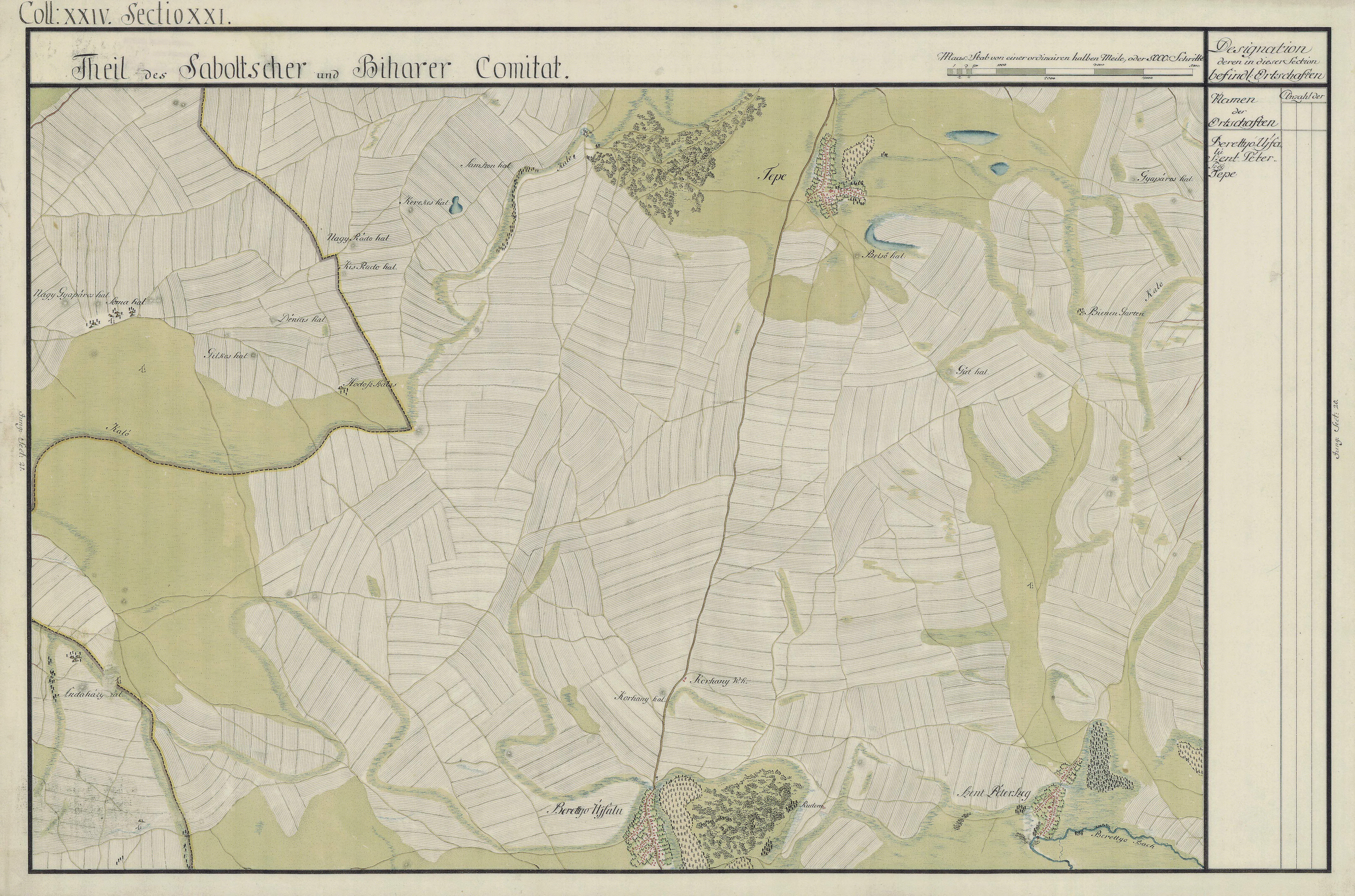
Berettyó Ujfalu (Mitte unten) um 1782 (Aufnahmeblatt der Josephinischen Landesaufnahme)
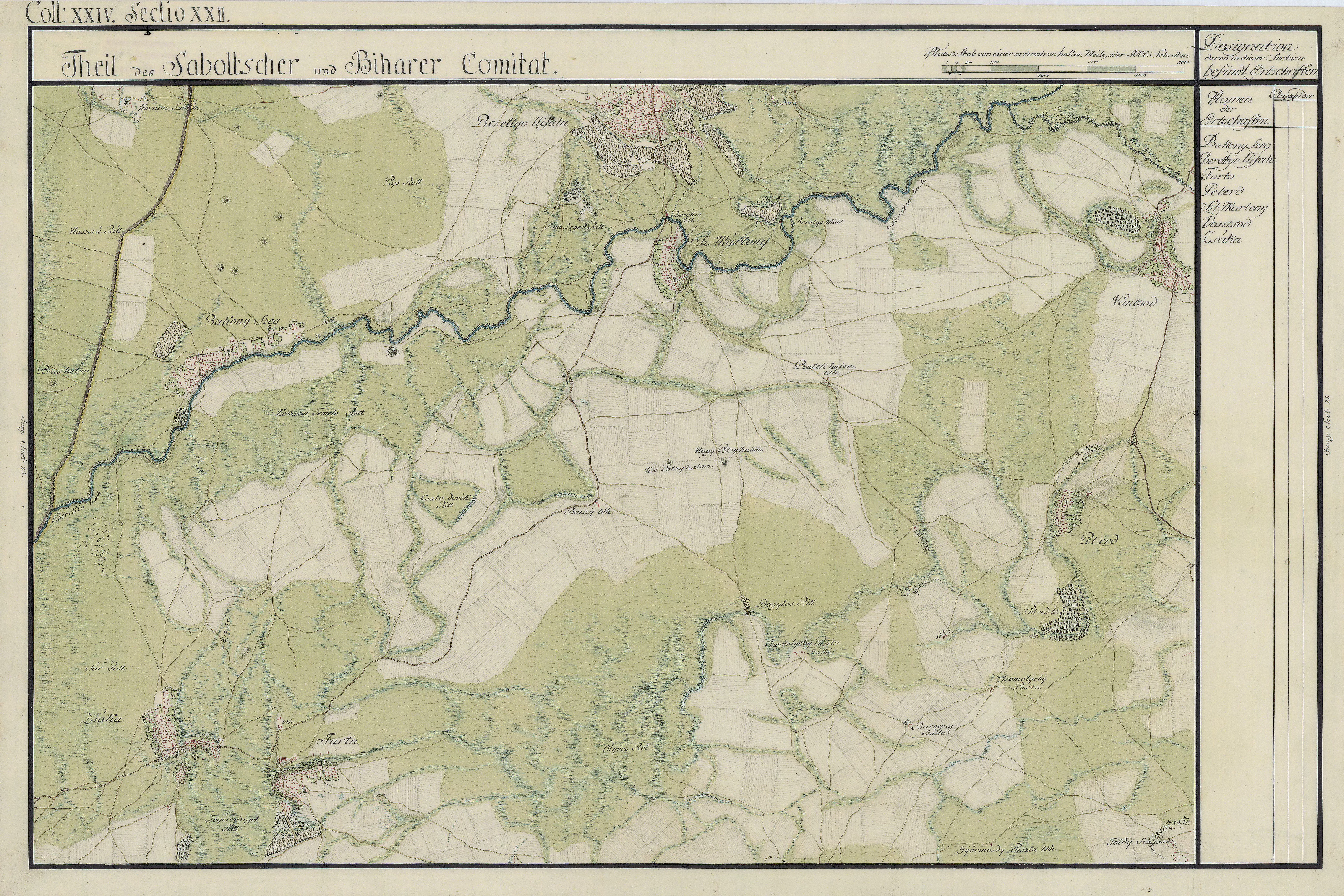
Berettyó Ujfalu (Mitte oben) um 1782 (Aufnahmeblatt der Josephinischen Landesaufnahme)
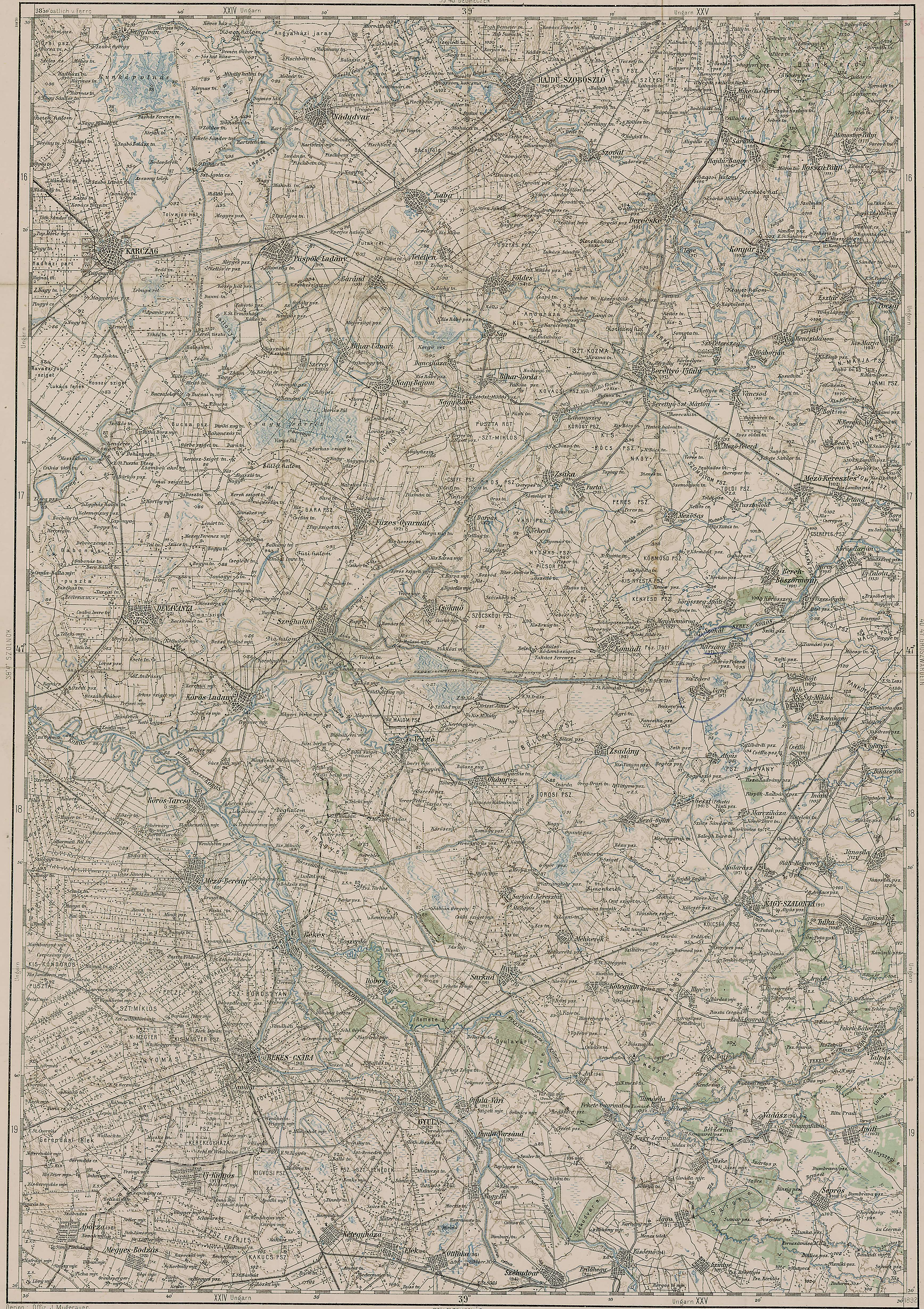
Berettyó-Ujfalu (N 47° 13'; O 39° 12') um 1892 (Aufnahmeblatt der Franzisco-Josephinischen Landesaufnahme)

## Städtepartnerschaften
- Marghita (Rumänien)
- Porcia (Italien)
- Montegrotto Terme (Italien)
- Wyschni Wolotschok (Russland)

## Persönlichkeiten
Söhne und Töchter der Stadt:
- Gyula Kállai (1910–1996), kommunistischer Politiker und ehemaliger Ministerpräsident
- László Barkóczi (1919–2017), Provinzialrömischer Archäologe
- László Gerendai (* 1923), Offizier der Volksrepublik Ungarn
- Károly Makk (1925–2017), Filmregisseur und Drehbuchautor
- István Szondy (1925–2017), Pentathlet und Reiter
- Imre Bujdosó (* 1959), ehemaliger Säbelfechter
- Barna Berke (1966–2021), Jurist
- Mónika Juhász Miczura (* 1972), Roma-Sängerin (Mitsou)
- Viktória Mohácsi (* 1975), ehemalige Politikerin, MdEP (2004–09)
- István Ujhelyi (* 1975), Politiker
- Zoltán Mácsai (* 1985), Hornist
- Evelin Mosdóczi (* 1994), Fußballspielerin
- Gabriella Tóth (* 1996), Handballspielerin

Weitere Persönlichkeiten:
- Leó Forgács, auch Leo Fleischmann (* 1881 in Budapest; † 1930 in Berettyóújfalu), Schachspieler
- György Konrád (* 1933 in Debrecen; † 2019), Essayist; ist in Berettyóújfalu aufgewachsen

## Verkehr

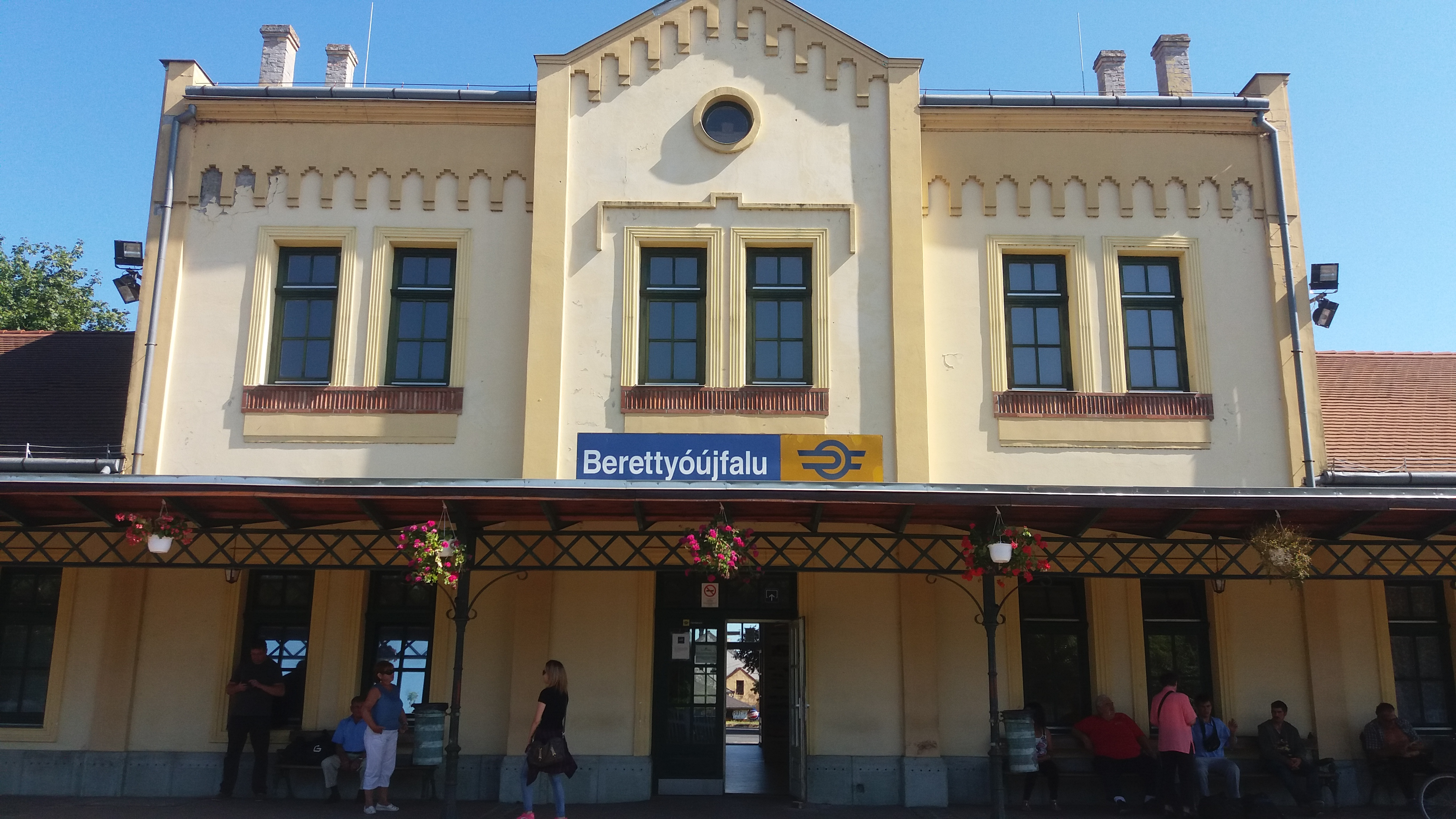
Bahnhof Berettyóújfalu

Im Norden der Stadt kreuzen sich die Hauptstraße Nr. 47 und die Hauptstraße Nr. 42. Berettyóújfalu liegt an der Bahnstrecke Püspökladány–Oradea. Es bestehen Zugverbindungen nach Püspökladány und Biharkeresztes sowie einmal am Tag nach Rumänien.